# 王立群
王立群（1945年3月14日—），出生于安徽省六安市霍山县，祖籍山东省泰安市新泰市。河南大学文学院教授，历史小说作家，中国中央电视台《百家讲坛》栏目主讲人之一。

## 经历
王立群1982年自河南大学（当时校名：河南师范大学，但非现在河南新乡的河南师范大学）中国古代文学专业获得文学硕士学位，后担任河南大学文学院教授、中国《史记》研究会常务理事。 
2006年初，王立群在《百家讲坛》栏目主讲项羽、吕后等汉代风云人物，获得很高收视率，在同年8月《百家讲坛》“十大名嘴”评选中，以“最学者化”入选。他和阎崇年、易中天被《百家讲坛》确定为长期合作的三名學者。

## 作品
- 《王立群读史记》之项羽，1985重庆出版社
- 《王立群读史记》之秦始皇上下，2007长江文艺出版社
- 《王立群读史记》之刘邦上下
- 《王立群读史记》之吕后，2008上海文艺出版社
- 《王立群读史记》之汉武帝，2007长江文艺出版社
- 《王立群读史记》之文景之治，2016大象出版社
- 《王立群读宋史》宋太祖（上下）2012大象出版社
- 《王立群读宋史》宋太宗（Ⅰ、Ⅱ）2013大象出版社
- 《王立群妙品古诗词》2019东方出版社
- 《读史记,成大器》少儿版(1-6)，2022东方出版社

## 反对废除简体字
2009年两会，来自天津的全国政协委员潘庆林向大会提交了“用10年时间废除简体字”的建议。他的这条建议3月3日在媒体上公布后，很快就引起了震动。3月4日的下午，王立群在博客上发表文章，反对废简用繁，并且一一驳斥了潘庆林的三条理由。